# Misiones análogas humanas
Las misiones análogas humanas son simulaciones de actividades espaciales realizadas desde tierra, en diversos entornos para simular diferentes aspectos de misiones espaciales humanas a otros mundos, incluidos la Luna, los asteroides y Marte . Estas simulaciones se realizan en ubicaciones que son identificadas en función de sus similitudes físicas o climáticas con los entornos espaciales extremos de una misión objetivo. Estas actividades se llevan a cabo para probar aparatos y conceptos operativos previo a misiones reales.
Obviamente, ninguna simulación análoga puede simular todos los aspectos de una misión espacial humana aquí en la Tierra. Es por eso que es necesaria una amplia gama de actividades análogas, cada una de las cuales prueba solo unos pocos conceptos y/o elementos de hardware importantes a la vez.